# Coluber lineolatus
Coluber lineolatus là một loài rắn trong họ Rắn nước. Loài này được Hensley mô tả khoa học đầu tiên năm 1950.